# Кошелевська-Лонка
Кошелевська-Лонка (пол. Koszelewska Łąka) — село в Польщі, у гміні Заґурув Слупецького повіту Великопольського воєводства. Населення — 116 осіб (2011).
У 1975—1998 роках село належало до Конінського воєводства.

## Демографія
Демографічна структура станом на 31 березня 2011 року:
|          | Загалом | Допрацездатний вік | Працездатний вік | Постпрацездатний вік |
| -------- | ------- | ------------------ | ---------------- | -------------------- |
| Чоловіки | 65      | 25                 | 36               | 4                    |
| Жінки    | 51      | 12                 | 25               | 14                   |
| Разом    | 116     | 37                 | 61               | 18                   |